# 김희수 (야구인)
김희수(1983년 5월 16일 ~ )은 전 KBO 리그 야구 선수의 포수이다.

## 출신학교
- 서울 한광고등학교
- 연세대학교 (2002학번)